# Tomáš Jakeš
Tomáš Jakeš (ur. 20 marca 1976) – czeski hokeista, trener.

## Kariera
- HC Vsetín (1994–1997)
- HC Dukla Jihlava (1997–1998)
- HC Slezan Opava (1998)
- HC Vsetin (1998–1999)
- Orli Znojmo (1999–2002)
- Grizzly Adams Wolfsburg (2002)
- HKm Zvolen (2002–2003)
- HC Czeskie Budziejowice (2003–2004)
- Lillehammer IK (2004–2005)
- Podhale Nowy Targ (2005–2007)
- GKS Tychy (2007–2013)
- Unia Oświęcim (2013-2014)
- HC Moravské Budějovice (2014-2016)

Od 2007 zawodnik GKS Tychy, ostatnio związany kontraktem do 2013 roku. Od października 2012 w sezonie 2012/2013, zgodnie ze zmianą w regulaminie PZHL, nie był wliczany do limitu obcokrajowców (z racji występów w Polskiej Lidze Hokejowej (PLH) nieprzerwanie od co najmniej 48 miesięcy) i z tego względu jest traktowany jako grach krajowy. W sierpniu 2013 odszedł z tyskiego klubu. W sezonie 2013/2014 zawodnik Unii Oświęcim. Od 2014 zawodnik HC Moravské Budějovice.
W połowie 2017 został asystentem w klubie Orli Znojmo.

## Sukcesy
- Złoty medal mistrzostw Czech: 1995, 1996, 1997 i 1998 z HC Vsetín
- Złoty medal mistrzostw Polski: 2007 z Podhalem Nowy Targ